# 姚廣孝
姚廣孝（1335年—1418年），幼名天禧，賜名廣孝，法名道衍，字斯道，又字獨闇，庵號獨庵（獨菴），號獨庵老人、逃虛子，通稱姚道衍。江浙等處行中書省平江路（明为南直隶苏州府）長洲縣（今江苏省苏州市）人，祖籍开封府汴梁（一說為福州府長樂縣）。中国元末明初政治人物、 臨濟宗僧人、詩人，明成祖靖难之役的叛臣之一，亦為協助朱棣篡位奪權的第一功臣。

## 生平

### 出家为僧
姚廣孝生於醫生世家，十四歲剃髮為僧，先後學習天台、密教，最後改宗禪門，修持臨濟宗，法名道衍，號獨庵，人稱獨庵道衍禪師，並拜道士席應真為師，得其陰陽、占卜之術。道衍曾经在嵩山寺游学，相士袁珙觀其面貌说道：“怎有這麼特異的僧人！眼眶三角形，體態像病虎一般，天性必然嗜好杀戮，是劉秉忠一样的人物！”道衍听后不但不怒反而大喜。

### 奉天靖難
洪武年间中期，朱元璋下诏命精通儒学經書的僧侣入考礼部，道衍没有被授官，朱元璋赐袈裟送还。洪武十五年，高皇后驾崩，明太祖选高僧侍奉各親王，为其誦經薦福。道衍被其朋友宗泐举荐。道衍在選拔的會場上与燕王朱棣相谈甚歡，請求入燕，朱棣同意，于是抵达北平，擔任慶壽寺住持，时常出入王府，行迹非常秘密，经常与朱棣密语。
朱元璋死后，明惠帝刚即位后就开始大范围的削藩行动。周王、湘王、齐王、代王及岷王纷纷获罪、或被罷黜为庶人、或被迫自殺，情勢險峻。道衍于是密劝朱棣奉天靖難。朱棣说：“民心都支持他們朝廷，我們能怎麼辦呢？”道衍曰：「臣只知天道而已，何必討論甚麼民心！」于是朱棣渐渐下决心，并私下选派軍官，組建部队，并招募勇敢异能的人。道衍并在燕王宫道中训练部队，并在地下修建地穴，以厚墙环绕，周围养鸡鸭等动物，以掩盖地下的修建兵器活动的噪音。建文元年六月，燕府護衛百戶倪諒告变，逮官校于谅、周铎等伏诛。兵部尚书齐泰命令北平都指挥張信逮捕朱棣，然而張信却把此命告诉朱棣，朱棣于是决定起兵。当时正遇到暴雨临近，檐瓦墮地，朱棣色变。道衍说道：“这是祥兆。飛龍在天，一定有風雨跟隨。王爺府瓦片掉下了，將要改用皇帝那黃色的瓦了。”之后燕兵造反，以诛杀奸臣齊泰、黃子澄清君側為名，号称其众为“靖難之師”。而道衍则在北平辅助世子朱高炽进行防守。
同年十月，朱棣袭击大寧的时候，李景隆乘間圍燕京北平。道衍则善于坚守，協助朱高熾抵擋住中央军的数次攻击，并也夜间派遣壮士偷袭。后燕军回援，内外夹击获得大胜。李景隆、平安等先後战败逃撤。朱棣则围困鐵鉉防守的济南城长达三月之久仍不克。道衍写信劝道：“部队疲劳了難以克敵，请班师回北平。”朱棣于是返回。此后遭盛庸軍截擊，在东昌之战时燕军大败，張玉被杀，再次返京。此时，朱棣打算进行稍微休整，而道衍则坚持积极备战，并进一步招募勇士，击败盛庸且破房昭的西水寨。此时，道衍对朱棣说：“不要再搶占城池了，而应当迅速进攻京师。京師衛兵少力量弱，一鼓作氣必然能攻下。”朱棣听从了他的意见，并接连在淝水、靈璧击败中央军，并渡过长江进入京师金陵。朱棣在燕王府时，接觸來往都是軍人，而唯独道衍是定策起兵的。当朱棣在山东、河北转战时，其部队进退、战机等都由道衍决定。道衍从未临战指挥过，但是朱棣攻下南京后，论功道衍为第一。

### 辅治天下
在朱棣攻南京时，曾劝朱棣：「破城那天，方孝孺一定不肯投降，但請不要殺他，如果杀了他，天下『讀書種子』（比喻世代讀書的人）就滅绝了。」，但是因為方的不屈，朱棣盛怒之下還是將方滅族。朱棣攻占南京后，即位稱帝，授道衍为僧錄司左善世。永乐二年四月，拜为資善大夫、太子少師。后恢复其姚姓，并赐名廣孝，贈祖父如其官。明成祖与其交谈时，称其少師的官名，而不叫名字，表示敬意。朱棣又命其蓄发還俗，道衍不肯。朱棣又赐房屋与宫女給他，道衍都不接受。道衍则住在佛寺中，穿官服入朝议事，退朝后一樣繼續穿袈裟。之后，出巡赈灾蘇、湖等地，在抵达長洲的时候，把自己获赐的銀兩跟布料都送給宗族與同鄉。
朱棣即位后，廣孝收郑和为菩萨戒弟子，法号福吉祥。此外，廣孝还担任監修、主持重修《明太祖实录》；并与解縉等人修纂《永乐大典》，书成后得到明成祖的褒美。朱棣在北京、南京往来，以及北伐时，廣孝皆留在南京辅助太子。永乐五年，皇太孙出閣就學，廣孝担任侍读說書。

### 晚年行跡
姚廣孝到晚年后，著《道餘錄》，专呵斥程朱理学，引起当时人们的鄙夷。当其回鄉省親訪友，至長洲拜訪其姐，但姐姐避而不見；訪其友王賓，王賓跑走，遠遠喊著：「和尚錯了啊，和尚錯了啊。」於是姚廣孝又跑去見其姐，姐姐又罵他。廣孝體會到了眾叛親離的滋味，為之惘然。
永樂十六年（1418年）三月，姚廣孝已经有八十四岁高龄，病重不能上朝，仍然在慶壽寺居住。明成祖驾车临视，相谈甚欢，并赐金唾壺。臨死前的姚廣孝请求明成祖，釋放禁錮已久的建文帝主錄僧溥洽和尚，明成祖答應了他。姚廣孝頓首感谢，之后不久去世。

## 身后
同月十八日，姚广孝病逝庆寿寺。朱棣听闻后，感念其辅佐之功遂辍朝二日予以治丧，并以僧礼下葬，百官吊唁者众多。此后追赠为推诚辅国协谋宣力文臣、特进荣禄大夫、上柱国、荣国公，谥恭靖。赐葬房山县东北；朱棣亲自为其制神道碑记录其功。
永乐二十二年，对姚广孝极为尊重的朱棣在北征途中死于榆木川(今多倫縣)，太子朱高炽继位，是为仁宗。姚广孝曾在“靖难之役”中辅佐为世子的朱高炽坚守北平，后来又实任太子少师之职，辅佐太子朱高炽留守南京监国，朱高炽对姚广孝也是满怀崇敬之情的。朱高炽继位为帝后，再次对姚广孝给予表彰。洪熙元年三月二十日为姚广孝去世七周年纪念日，朱高炽亲自撰写祭文，遣其嗣子姚继致祭，盛赞姚广孝有功于朝，于皇帝朱棣“相与合德协谋，定大难，成大功”，又说“朕皇考太宗文皇帝以大圣之德顺天应人，再安社稷，弘靖海宇，茂建太平，亦皆赖卿等同心同力，以辅成大业”，于是援“古今通规”，“生则同其富贵，殁则陪其祀享”，复加赠姚广孝“少师散官勋爵，谥号悉如旧”，并特命将姚广孝配享明太宗庙庭。配享庙庭，应是姚广孝作为朱棣谋臣的最大荣誉。通观明太祖，太宗开国两朝配享太庙名单中，十六位功勋自中山王徐达以下，皆为出生入死的武臣。以文臣位列功臣配享之次者，仅有姚广孝一人。由此可见姚广孝在明初的特殊地位。
洪熙元年，加赠少师，配享成祖庙庭。嘉靖九年，明世宗表示：「姚广孝辅佐成祖取得天下，虽说是功劳英烈都具备，但是毕竟是个出家人，与功臣们一起配享太庙，对历代先帝有所不尊。」于是尚书李时偕大学士张璁、桂萼等议请移祀大兴隆寺，由太常寺每年于春、秋两次致祭，后得到明世宗批准。

## 影視作品

### 电视剧
- 1996年台灣華視單元劇《劉伯温傳奇》，由楊懷民飾演。
- 2009年中國电视剧《郑和下西洋》，由演員杜雨露飾演。
- 2011年香港无线电视剧《洪武三十二》，由演員劉江飾演。
- 2019年底中國电视剧《大明風華》，由演員李昊翰飾演。
- 2022年中國電視劇《山河月明》，由演員王绘春飾演。